# Palácio Nacional de Belém
O Palácio Nacional de Belém, simplesmente conhecido por Palácio de Belém, fica situado em Belém (Praça Afonso de Albuquerque), Lisboa, sendo a residência oficial do Presidente da República Portuguesa.
O Palácio Nacional de Belém está classificado como Monumento Nacional desde 2007, tendo anteriormente, em 1967, sido classificado como Imóvel de Interesse Público.

## História

### As origens: Palácio de D. Manuel de Portugal
O Palácio foi construído em 1559 pelo fidalgo D. Manuel de Portugal, filho de D. Francisco de Portugal, 1.º Conde de Vimioso. Situa-se na zona sudoeste da cidade de Lisboa, em Belém. O palácio tinha jardins à beira do Tejo, quando o rio tinha a margem mais próxima do que na actualidade.
No século XVIII, D. João V comprou-o ao conde de Aveiras, tendo-o alterado radicalmente. Acrescentou-lhe uma escola de equitação (as cavalariças fazem hoje parte do Museu Nacional dos Coches) e adaptou o interior para poder fazer as suas conquistas amorosas com discrição.

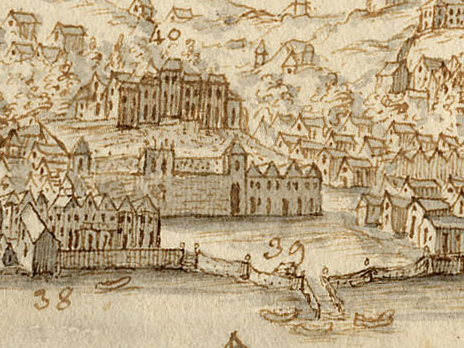
A "Quinta Real de Belém" num desenho de Lisboa de 1763

### Na posse da Casa Real
Aquando do Terramoto de 1755, o monarca D. José I e a família encontravam-se a passar o dia feriado na zona de Belém e sobreviveram à devastação. Receando outro sismo, a família real instalou-se em tendas nos terrenos do palácio, cujo interior foi usado como hospital. O Palácio entrou assim no património da Casa Real, que construiu nos seus anexos o seu Picadeiro Régio, que veio mais tarde a ser o Museu Nacional dos Coches.

#### Alojamento de convidados estrangeiros
D. Maria II habitou alguns anos o Palácio de Belém (quando o Palácio das Necessidades estava em obras), aqui ocorrendo uma tentativa de golpe a que se chamou a Belenzada. A partir do reinado de D. Luís I, o Palácio de Belém foi destinado a receber os convidados oficiais que visitavam Lisboa. Assim, aqui estiveram, entre outros, a Rainha Isabel II de Espanha e seu sucessor, o efémero Rei Amadeu de Sabóia.

#### Residência do Príncipe D. Carlos

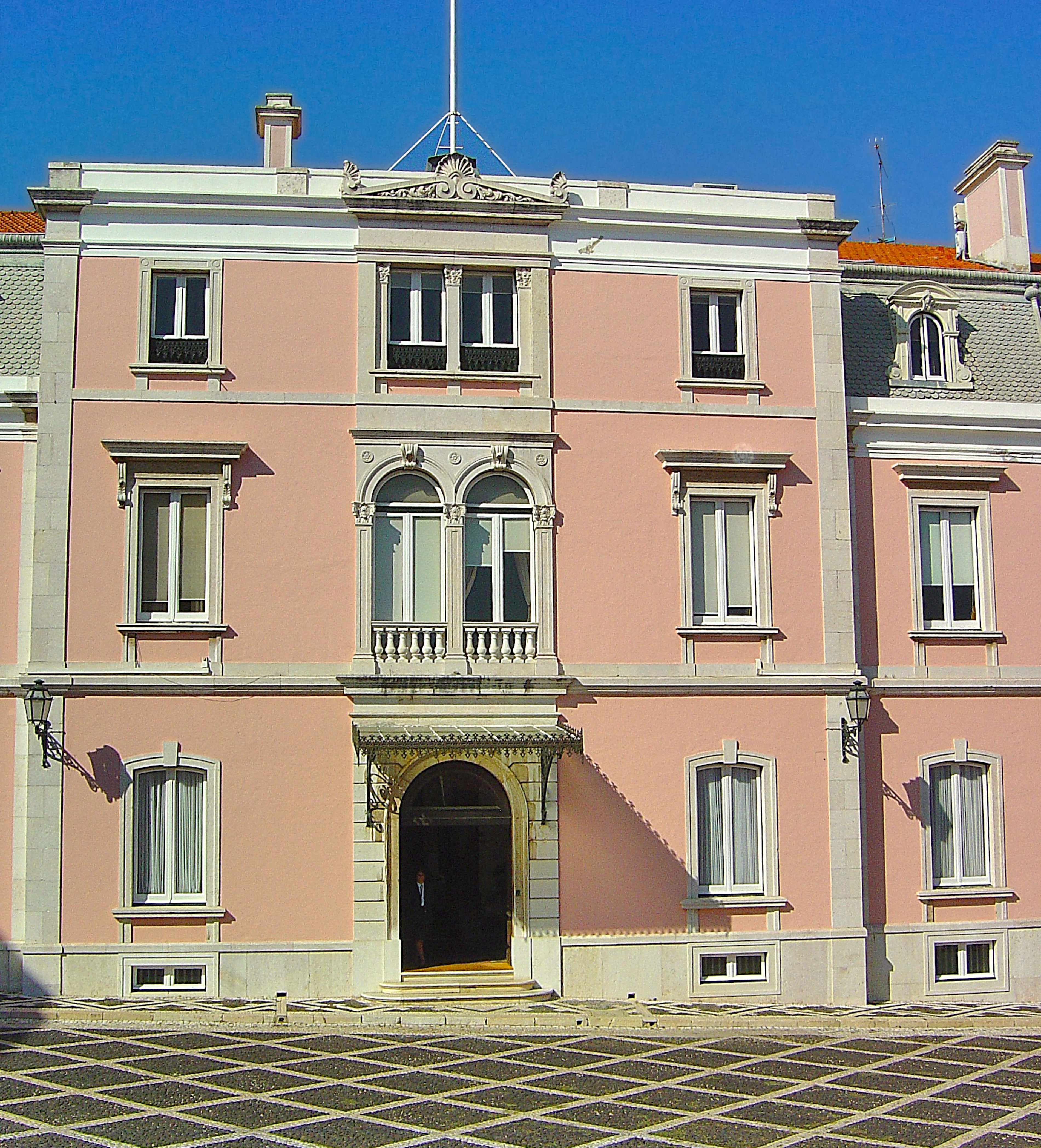
Ala mandada construir por D. Carlos I no "Pátio das Nobres Damas".

Em 22 de Maio de 1886 foi dada nova missão ao Palácio de Belém, a de residência oficial dos Príncipes Reais D. Carlos, Duque de Bragança e sua jovem esposa D. Amélia de Orleães. Aqui nasceram os seus filhos, D. Luís Filipe e D. Manuel II, que foram baptizados na capela palatina. Após a subida de D. Carlos ao trono, em 1889, não tendo Belém as dimensões de residência oficial da coroa, D. Carlos e D. Amélia mudaram-se para o Palácio das Necessidades, voltando Belém à sua condição de residência dos convidados estrangeiros (albergando, então, entre outros, Afonso XIII de Espanha, Guilherme II da Alemanha e o Presidente francês Émile Loubet. Em 1905, por iniciativa do espírito culto da Rainha D. Amélia, o elegante Picadeiro Real foi transformado em Museu dos Coches Reais (hoje Museu Nacional dos Coches), preservando-se assim a valiosa colecção de coches e viaturas da Casa Real. Ainda sob a égide da Monarquia, o Palácio de Belém albergou o Presidente eleito da República Brasileira, Marechal Hermes da Fonseca, em 2 de Outubro de 1910. Foi neste palácio, durante a recepção ao presidente do Brasil, que o Rei D.Manuel II teve conhecimento da revolução que dias depois lhe roubou a coroa.

### Residência oficial do Presidente da República

#### Na I República

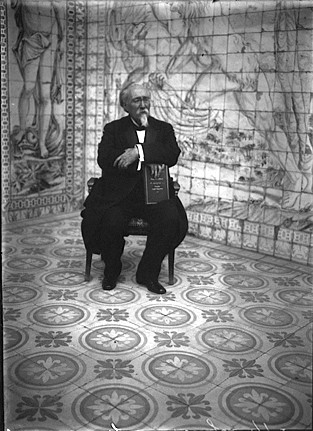
O Presidente Manuel de Arriaga, sentado na varanda do Palácio de Belém, segurando uma cópia da Constituição de 1911.

Em 1912, já depois da proclamação da república, o Palácio de Belém foi designado residência oficial do Presidente da República. Os presidentes da I República tinham porém que pagar renda ao Estado para residirem no Palácio (para não serem acusados de gozarem de privilégios atribuídos ao anterior regime). Aqui foi velado o corpo do Presidente Sidónio Pais, em 1918 e daqui saiu Bernardino Machado, após ter renunciado ao cargo de Presidente da República, em 1926.

#### No Estado Novo
Durante o Estado Novo o Palácio de Belém não foi palco de relevantes acontecimentos políticos, devido ao reduzido papel atribuído ao Presidente da República pela Constituição de 1933. Neste período, apenas o Presidente Craveiro Lopes, habitou permanentemente o Palácio (entre 1951 e 1958). O Presidente Américo Tomás (1958-1974) raramente ia a Belém, exceptuando algumas recepções oficiais (às quintas-feiras). Devido a este reduzido papel político na Ditadura, Belém não foi um alvo dos revolucionários, em 25 de Abril de 1974.

#### O Palácio na actualidade

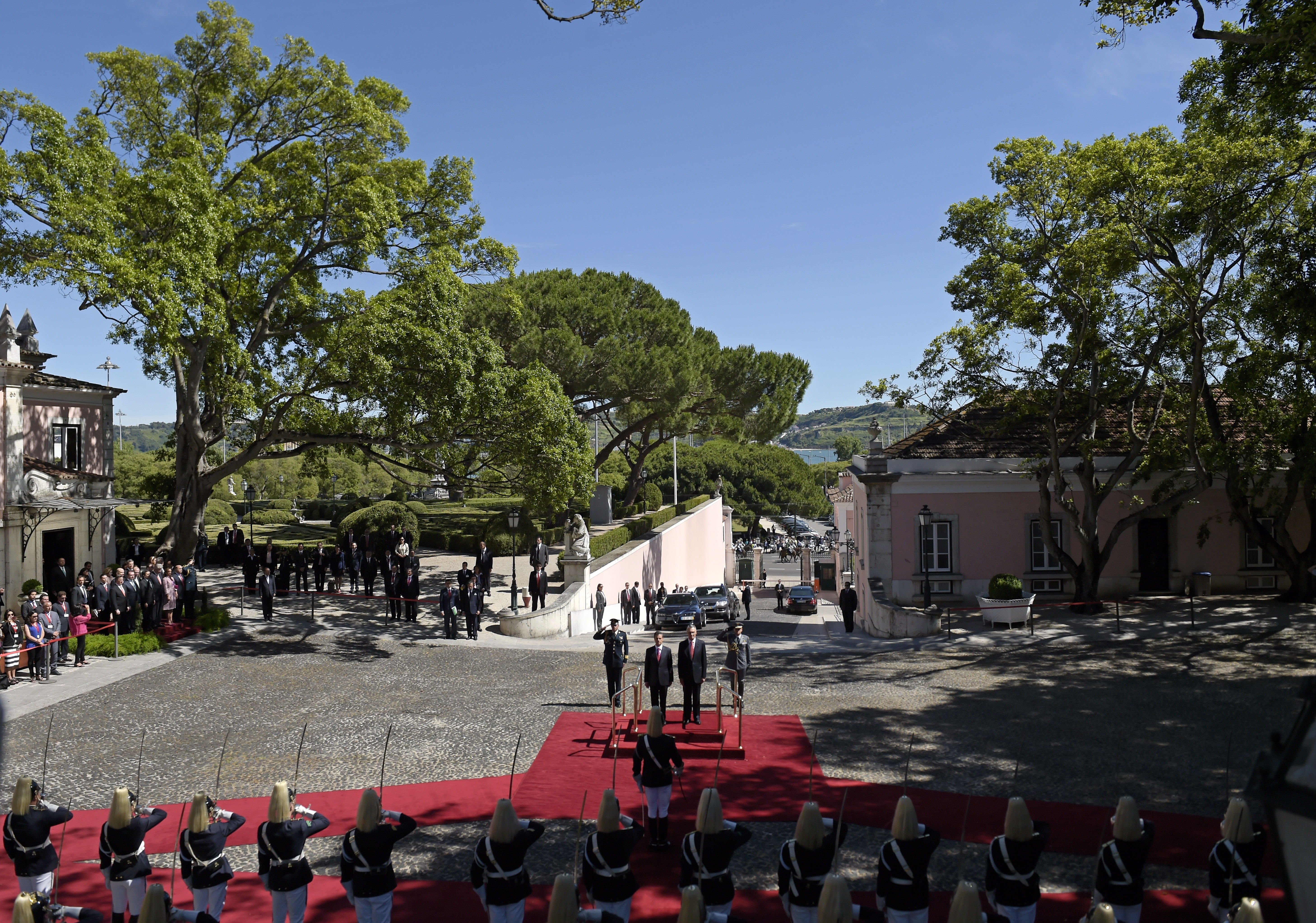
O Pátio dos Bichos, durante revista da Guarda Presidencial.

Só após a Revolução dos Cravos, em 25 de Abril de 1974, o Palácio de Belém recuperou o seu papel de relevo, nele se instalando a Junta de Salvação Nacional. Aqui viveram os momentos conturbados de 1974 e do Verão quente de 1975 os Presidentes Spínola e Costa Gomes. Com a vigência da actual constituição (aprovada em 1976), o Palácio regressou à sua condição de residência oficial do Chefe de Estado. Desde então, apenas o Presidente Ramalho Eanes habitou permanentemente no Palácio. Os Presidentes Mário Soares, Jorge Sampaio e Aníbal Cavaco Silva utilizaram Belém apenas para trabalhar, bem como o incumbente Marcelo Rebelo de Sousa.

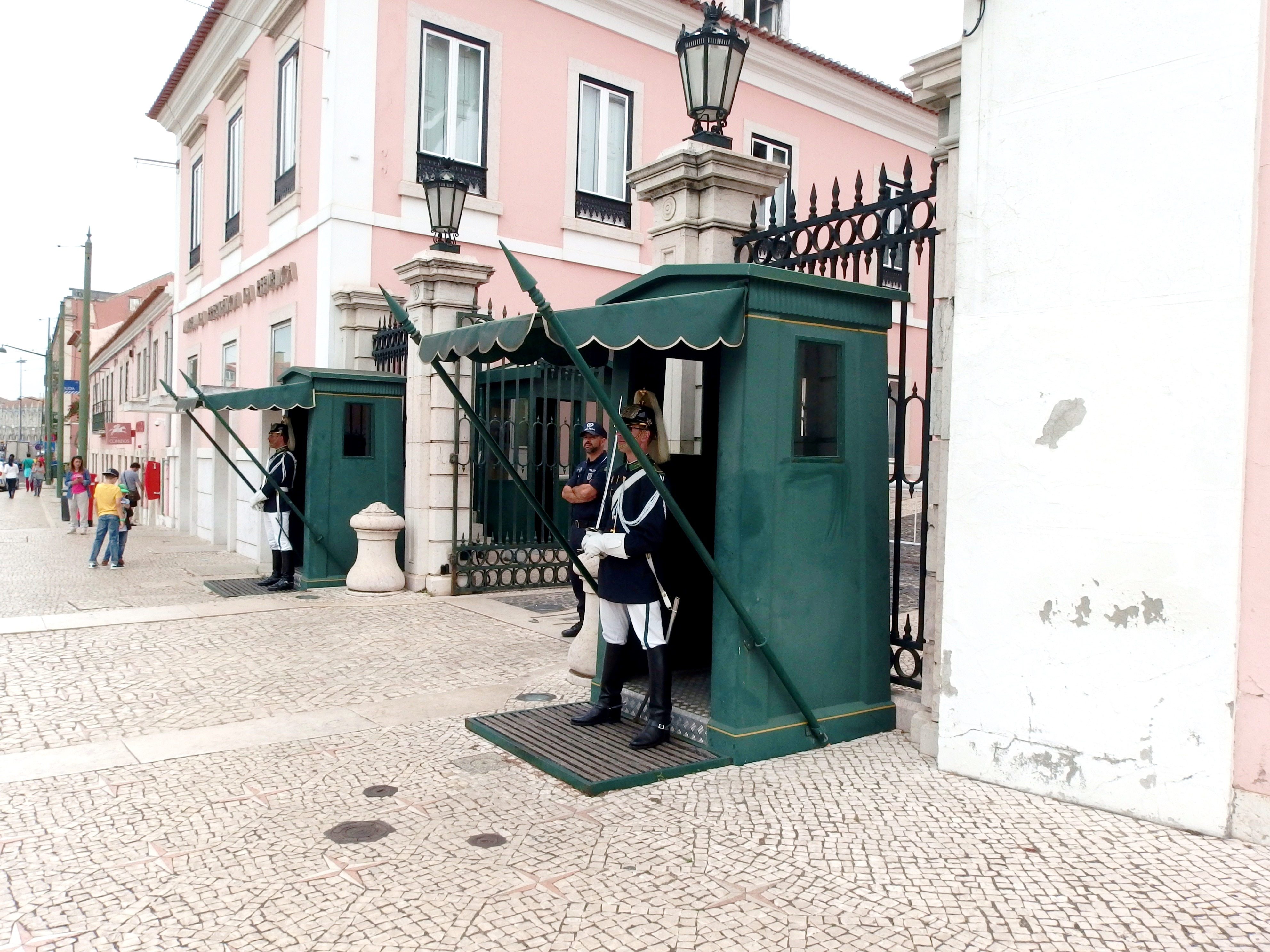
Guardas da GNR guardando a entrada principal do Palácio

Hoje, o elegante edifício de cor rosada é a residência oficial do Presidente da República Portuguesa. Nessa qualidade é visita obrigatória para os chefes de estado e delegações estrangeiras que visitam os presidentes. Semanalmente, à quinta-feira, o Presidente da República recebe o Primeiro-Ministro, para uma reunião de trabalho onde este o põe ao corrente do governo do país. No terceiro domingo de cada mês acontece na Praça Afonso de Albuquerque (em frente do Palácio), o solene render da Guarda que serve o Presidente da República. 
Para o público em geral foi aberto no edifício o Museu da Presidência da República, por iniciativa do Presidente Jorge Sampaio, em 2004, onde estão expostos os espólios dos Presidentes da República que antecederam o actual Presidente. Todos os Sábados o Museu organiza visitas guiadas ao Palácio de Belém.
Em 29 de Março de 2007 foi classificado como Monumento Nacional.

### Galeria

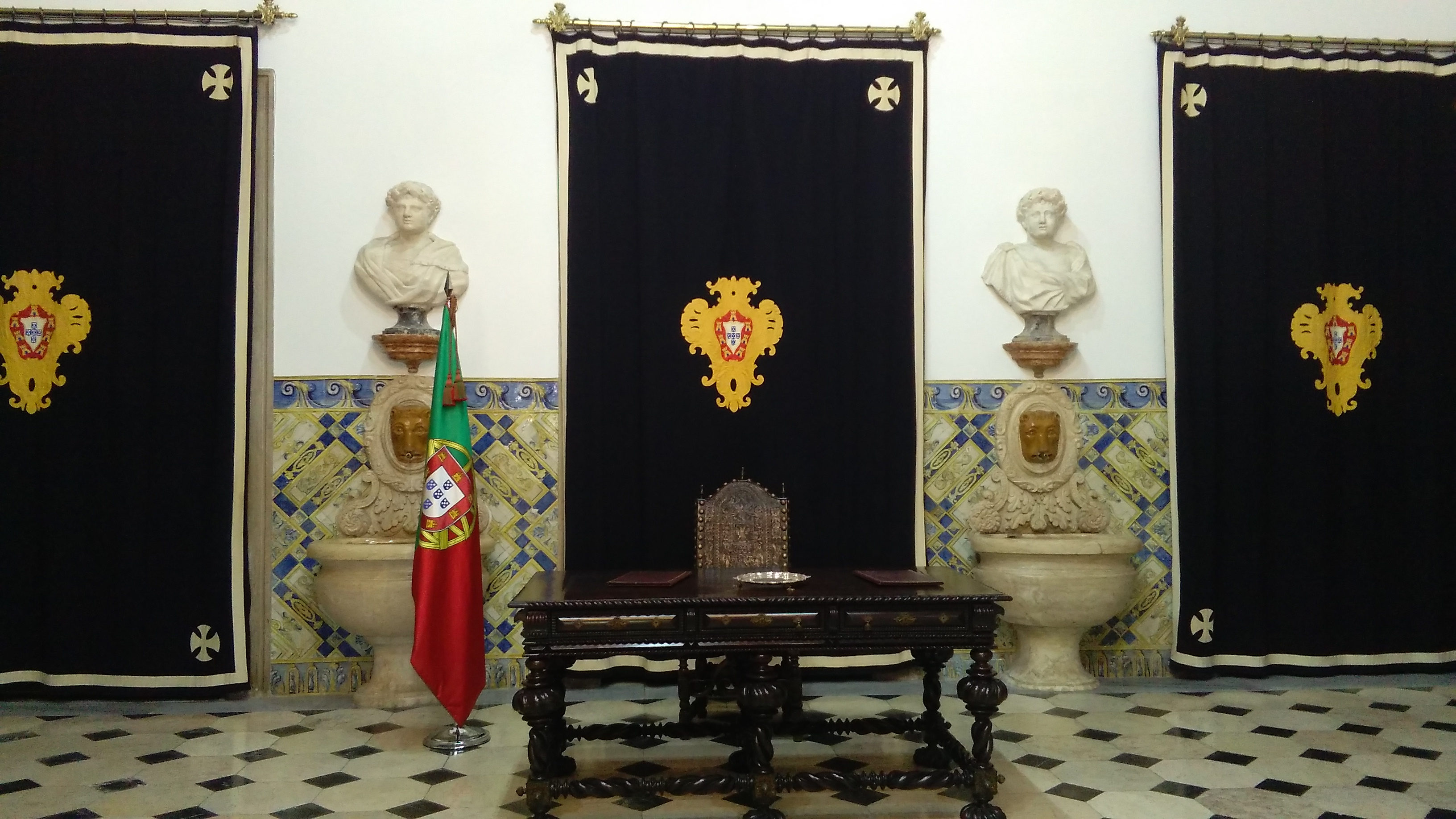
Salas das Bicas.
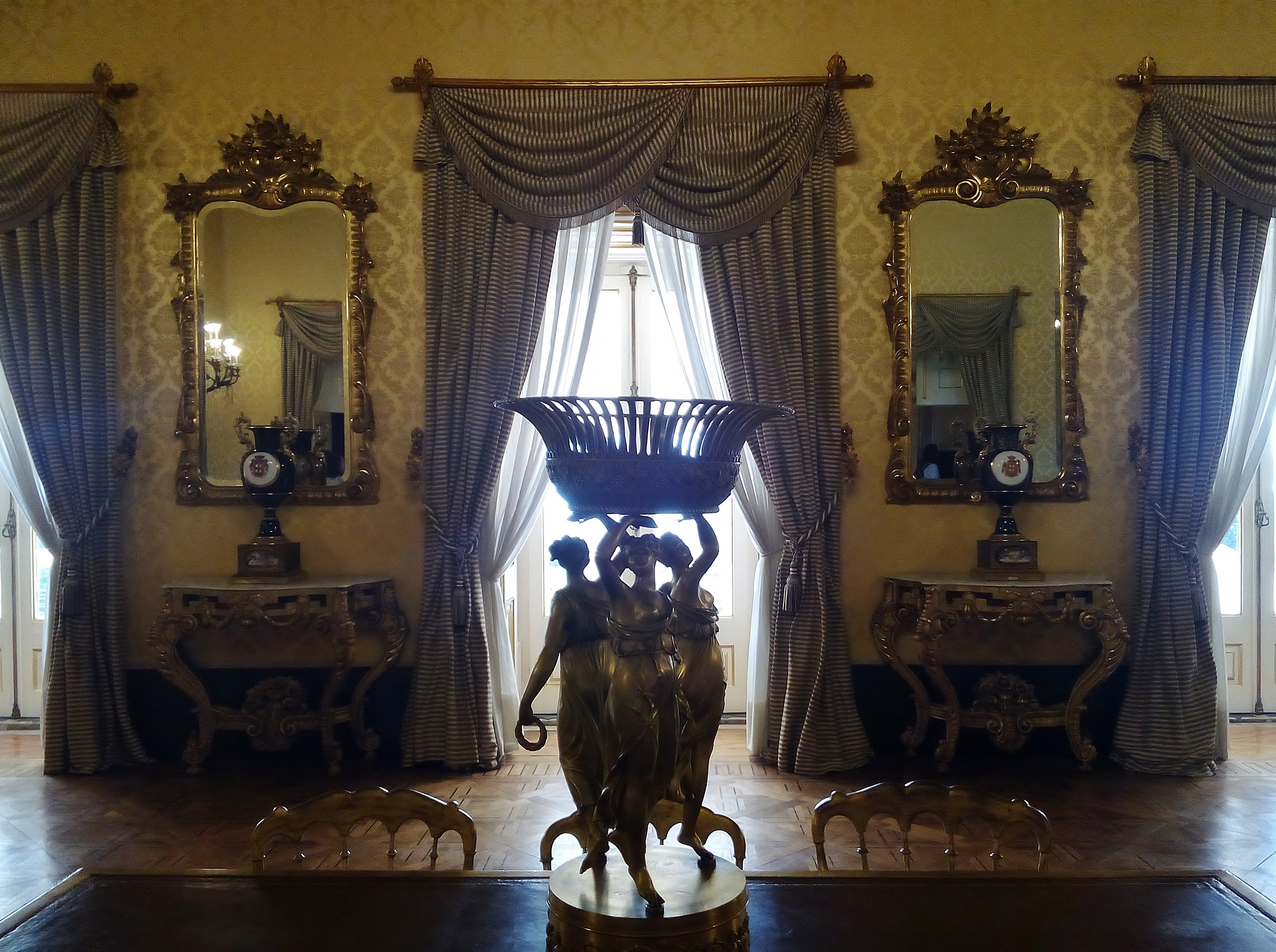
Sala Dourada.
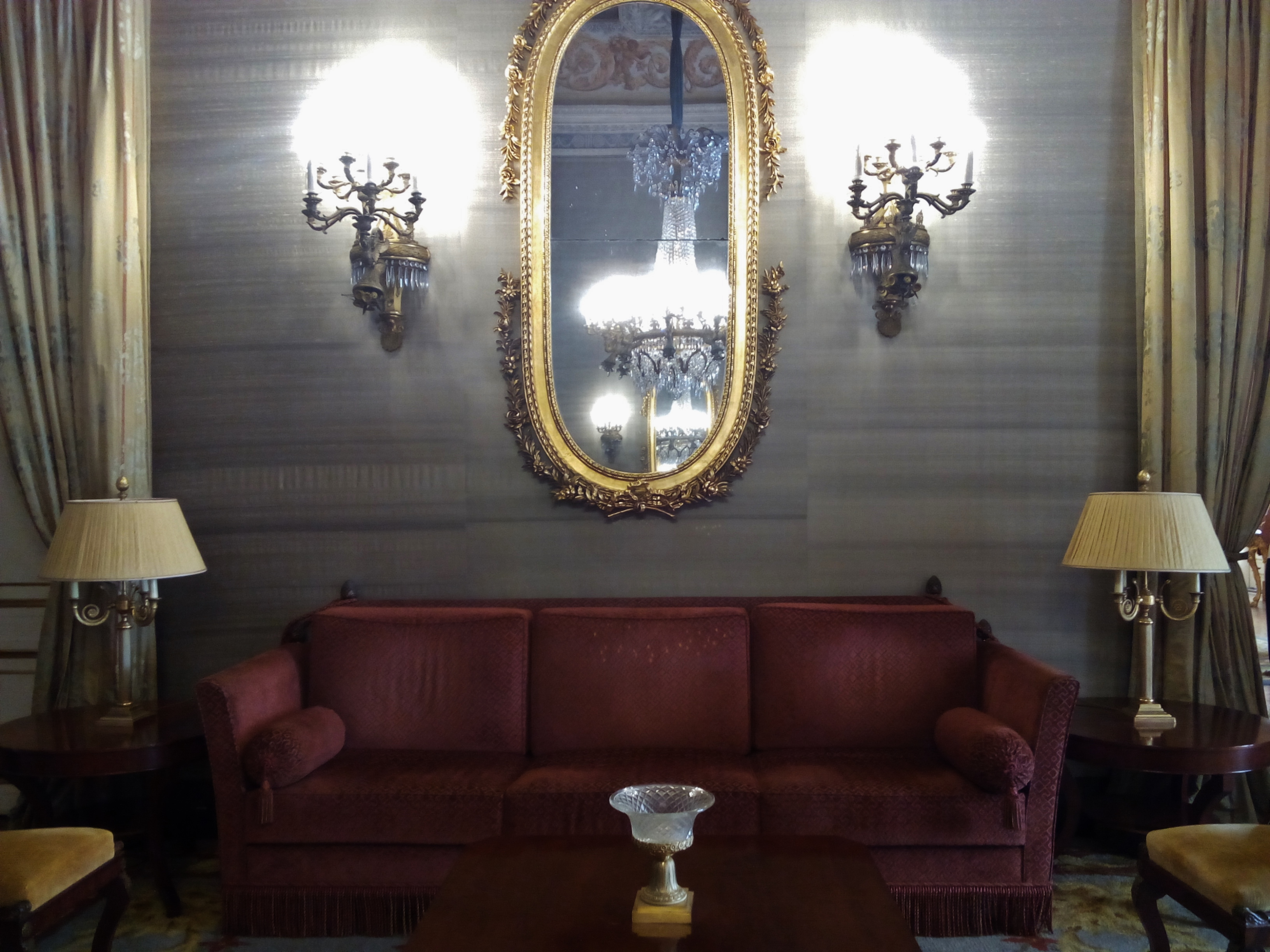
Sala Império.
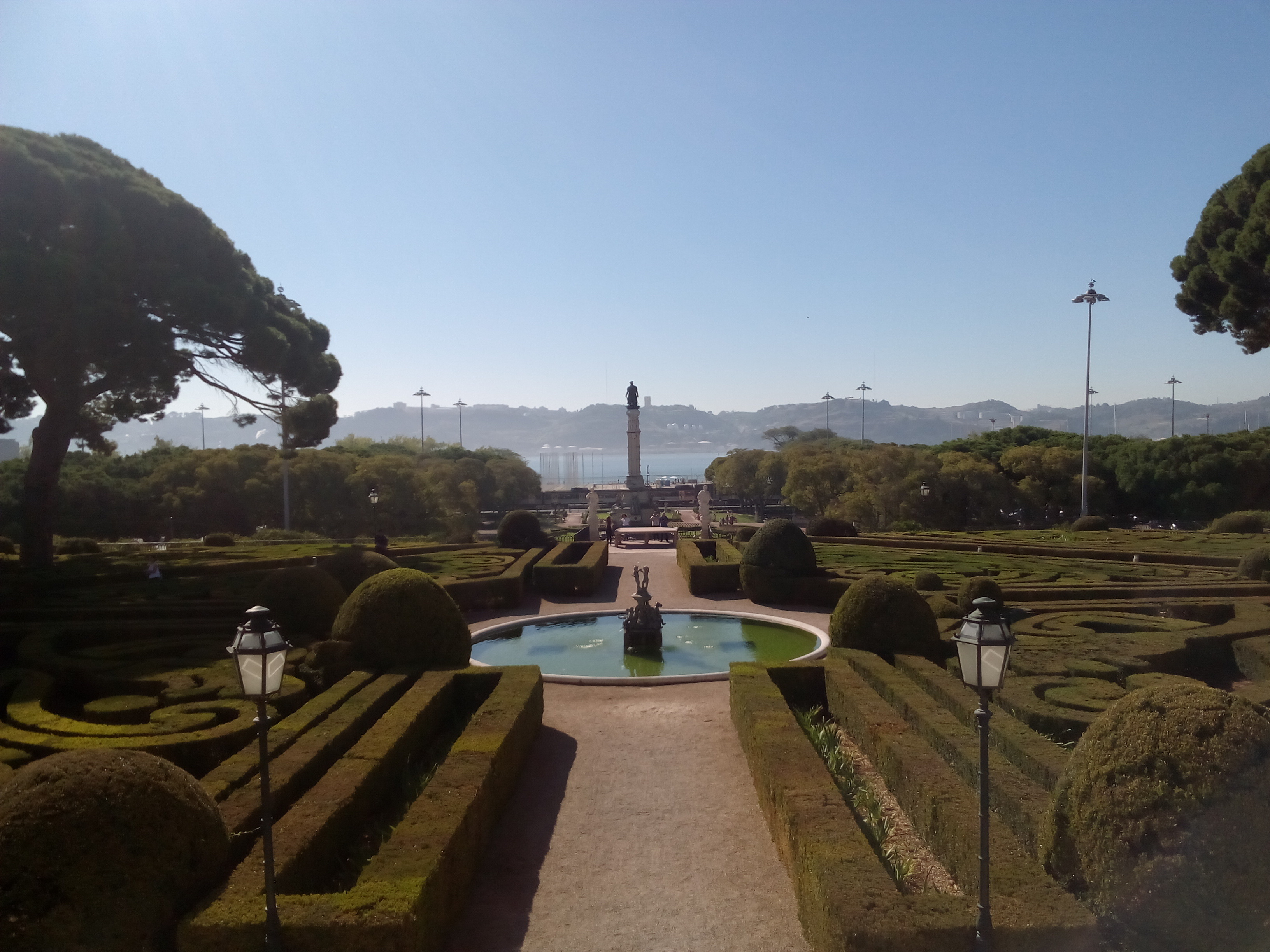
Jardins de Belém.
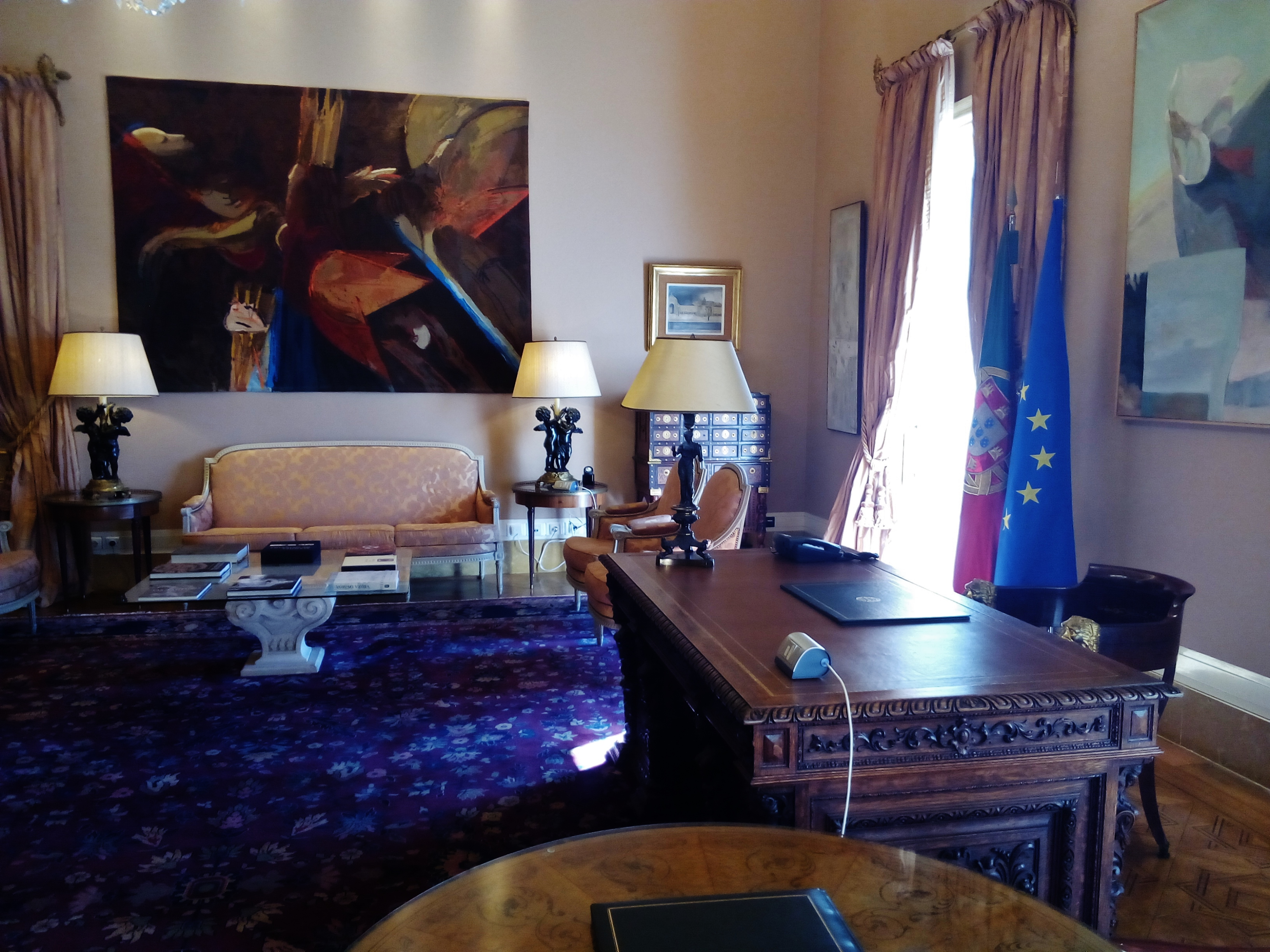
Gabinete de Trabalho do Presidente
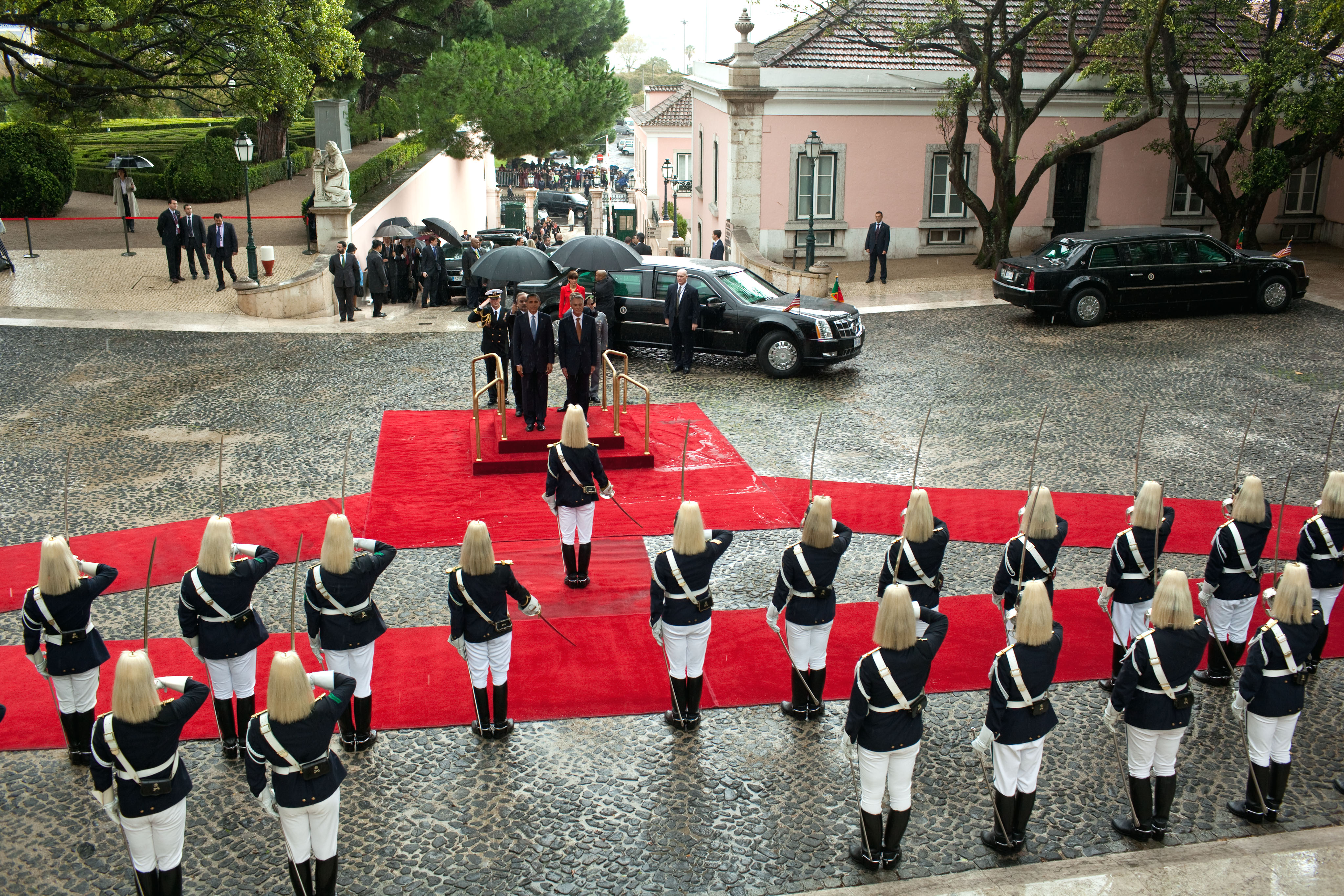